# Fürstenbergsches Haus
Das Fürstenbergsche Haus oder auch Palais Fürstenberg war ein im 16. Jahrhundert erbautes Wohnpalais in Dresden. Es stand an der Ecke Schloßplatz 1/Augustusstraße.

## Ursprünglicher Bau
Der ursprüngliche zweigeschossige Bau hatte einen Saal und war mit Giebeln versehen. Im 17. Jahrhundert wurde ein Erker angebaut, der auf zwei toskanischen Säulen ruhte. Das Palais war in dieser Zeit unter anderem das Wohnhaus von Giovanni Maria Nosseni. Der sächsische Kurfürst Johann Georg IV. kaufte es dem Besitzer Hans Kasper von Schönberg ab und ließ es umbauen. Anschließend schenkte er es seiner Geliebten Magdalena Sibylla von Neitschütz. Nach deren beiden Tod überließ der neue Kurfürst Friedrich August I. das Palais seinem Statthalter Anton Egon Fürstenberg, dessen Name auf das Palais überging. Im Jahr 1701 lebte Johann Friedrich Böttger im Palais, dessen Keller als Laboratorium ausgebaut wurden. Auch Ehrenfried Walther von Tschirnhaus arbeitete hier, im Jahr 1708 starb er bei einem Besuch bei seinem Freund Fürstenberg. Nachdem das Haus wieder in den Besitz des Kurfürsten überging, wurde es 1734 dem Grafen Aleksander Józef Sułkowski geschenkt und 1759 dem Grafen Heinrich von Brühl.

## Umbau und Abbruch

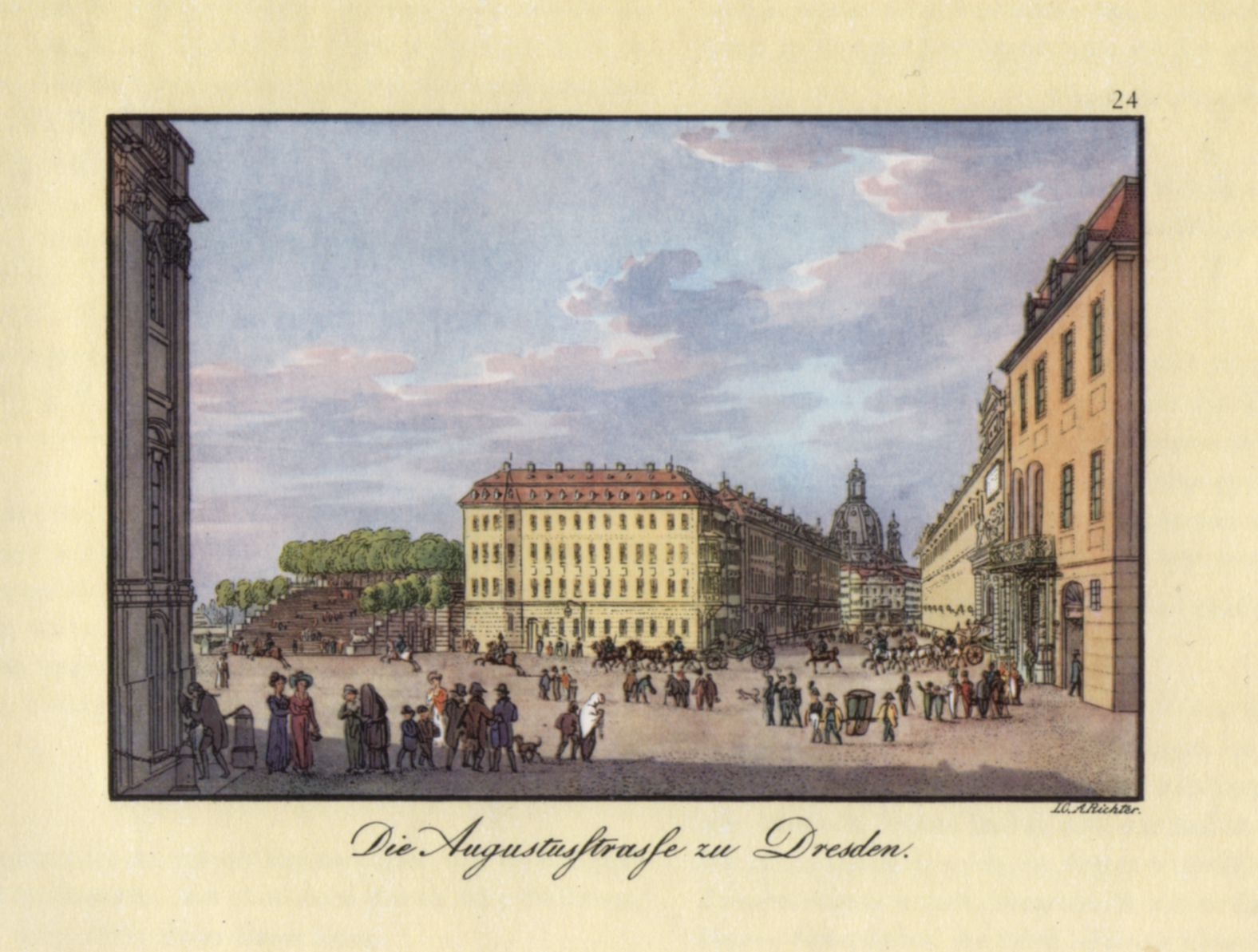
Ansicht von 1843

Von 1768 bis 1786 war die Kunstakademie im Fürstenbergschen Haus untergebracht. Dazu wurde es im Jahr 1766 durch Christian Friedrich Exner umgebaut. Exner setzte ein drittes Geschoss auf, dabei fielen die Giebel weg. Das Gebäude diente auch als Wohnhaus für die Kunstprofessoren.
Nach dem Auszug der Kunstakademie war das Fürstenbergsche Haus Sitz des Geheimen Finanzkollegiums und ab dem Jahr 1838 Sitz des Finanzministeriums. Dazu wurde es mit dem benachbarten Charonschen Haus in der Augustusstraße 2 vereinigt. Das Charonsche Haus wurde 1720 von Georg Haase errichtet. Seitdem wurde das Fürstenbergsche Haus auch als „Finanzhaus“ bezeichnet. Nach dem Umzug des Finanzministeriums wurde das Fürstenbergsche Haus ebenso wie das Brühlsche Palais an der Brühlschen Terrasse für den Neubau des Sächsischen Ständehauses 1894 abgebrochen.